# Basket Namur Capitale
Maillots
Le Basket Namur Capitale est un club belge de basket-ball féminin basé à Namur, portant le numéro de matricule 1969.

## Historique
Le Basket Club Saint-Servais (BCSS), est fondé en 1976 par Pierre Olivier, ancien joueur et entraineur de l'équipe féminine de Gembloux notamment. En tant que club à vocation principalement féminine, il est initialement composé de trois équipes de jeunes, jouant sur un terrain en extérieur à Natoye, mais déménage au Hall Octave Henri en 1978. L'équipe enchaîne les succès et promotions dans les divisions inférieur avant d'accéder à la première division nationale en 1987. Au terme de sa première saison le club se qualifie déjà pour l'Europe, et dispute la Coupe Ronchetti dès 1988. Le club remporte son premier titre de champion de Belgique en 1991. 
En 2010 le Dexia Namur (matricule 1969) fusionne avec le Novia Namur (matricule 1721) pour former le BC Namur Capitale, suivi rapidement d'un partenariat avec Dexia, donnant Dexia Namur Capitale. 
Annoncé dès 2016, Dexia ne renouvelle pas son partenariat et se retire à l'été 2017. Le Belfius Namur Capitale devient alors Basket Namur Capitale. Le club engage Philippe Mestagh comme nouvel entraîneur et crée une académie pour les jeunes joueuses.

### Évolution du nom
Noms du club depuis 1976 : 
- BC Saint-Servais
- BCSS Namur
- Dexia Namur
- BC Namur Capitale
- Dexia Namur Capitale
- Belfius Namur Capitale
- Basket Namur Capitale

## Bilan sportif

### Palmarès
Championnat de Belgique (18)
- Champion : 1991, 1992, 1993, 1994, 1997, 1998, 1999, 2000, 2001, 2002, 2003, 2004, 2005, 2006, 2007, 2009, 2013, 2021

Coupe de Belgique (17)
- Vainqueur : 1992, 1993, 1994, 1998, 1999, 2000, 2002, 2003, 2004, 2005, 2006, 2007, 2008, 2009, 2013, 2016, 2018

### Bilan saison par saison
Le tableau ci-dessous résume le parcours du club lors des saisons récentes:
| Saison                | Championnat national | Championnat national | Championnat national | Championnat national | Championnat national | Championnat national | Championnat national | Championnat national | Championnat national | Coupe de Belgique | Compétitions européennes | Compétitions européennes | Compétitions européennes |
| Saison                | Niveau               | Division             | Classement           | Pts                  | MJ                   | V                    | D                    | %V                   | Playoffs             | Coupe de Belgique | Niveau                   | Compétition              | Résultat                 |
| --------------------- | -------------------- | -------------------- | -------------------- | -------------------- | -------------------- | -------------------- | -------------------- | -------------------- | -------------------- | ----------------- | ------------------------ | ------------------------ | ------------------------ |
| Basket Namur-Capitale |                      |                      |                      |                      |                      |                      |                      |                      |                      |                   |                          |                          |                          |
| 2011-2012             | 1                    | Top Division Women 1 | ?                    |                      |                      |                      |                      |                      |                      | ?                 | 2                        | Eurocoupe                | 1/8e de finale           |
| 2012-2013             | 1                    | Top Division Women 1 | ?                    |                      |                      |                      |                      |                      | Vainqueur            | Vainqueur         | 2                        | Eurocoupe                | Poules                   |
| 2013-2014             | 1                    | Top Division Women 1 | ?                    |                      |                      |                      |                      |                      |                      | ?                 | 2                        | Eurocoupe                | Poules                   |
| 2014-2015             | 1                    | Top Division Women 1 | ?                    |                      |                      |                      |                      |                      |                      | ?                 | 2                        | Eurocoupe                | 1/8e de finale           |
| 2015-2016             | 1                    | Top Division Women 1 | ?                    |                      |                      |                      |                      |                      |                      | Vainqueur         | 2                        | Eurocoupe                | Poules                   |
| 2016-2017             | 1                    | Top Division Women 1 | 5e/12                | 52                   | 22                   | 15                   | 7                    | .682                 | 1/4 de finale        | ?                 | 2                        | Eurocoupe                | Poules                   |
| 2017-2018             | 1                    | Top Division Women 1 | 4e/12                | 54                   | 22                   | 16                   | 6                    | .727                 | 1/2 finales          | Vainqueur         | 2                        | Eurocoupe                | 1/32e de finale          |
| 2018-2019             | 1                    | Top Division Women 1 | 3e/12                | 54                   | 22                   | 16                   | 6                    | .727                 | 1/2 finales          | ?                 | 2                        | Eurocoupe                | Qualification            |
| 2019-2020             | 1                    | Top Division Women 1 | 4e/12                | 39                   | 22                   | 17                   | 5                    | .773                 | -                    | ?                 | 2                        | Eurocoupe                | Poules                   |
| 2020-2021             | 1                    | Top Division Women 1 | 1                    |                      |                      |                      |                      |                      | Vainqueur            |                   | 2                        | Eurocoupe                | Poules                   |
| 2021-2022             | 1                    | Top Division Women 1 | 3                    |                      |                      |                      |                      |                      | 1/2 Finales          |                   | 2                        | Eurocoupe                | Poules                   |
| 2022-2023             | 1                    | Top Division Women 1 | 3                    |                      |                      |                      |                      |                      | 1/2 Finales          |                   | 2                        | Eurocoupe                | 1/32e de finale          |

## Joueuses et personnalités du club

### Entraîneurs
- 2011-oct. 2012 :  Daniel Goethals[9]
- Oct.-nov. 2012 :  Michel Bechoux (intérim)[10]
- Nov. 2012-déc. 2013 :  Julian Martinez Alman[11]
- Déc. 2013 :  Didier Thémans (intérim)
- Déc. 2013-2015 :  Sébastien Dufour[12]
- 2017-2021:  Philip Mestdagh
- 2021-2022:  Aurélien Garraux
- 2022-2024:  José Miguel Araùjo
- 2024-... :  Phivos Livaditis

### Joueuses emblématiques
- Didier Prinsen
- Sarah Deneil
- Sofie Hendrickx
- Hanne Mestdagh
- Djenebou Sissoko
- Astou Traoré
- Julie Wojta
- Marjorie Carpréaux